# Molain (Aisne)
Pour les articles homonymes, voir Molain.
Molain est une commune française située dans le département de l'Aisne, en région Hauts-de-France.

## Géographie

### Localisation

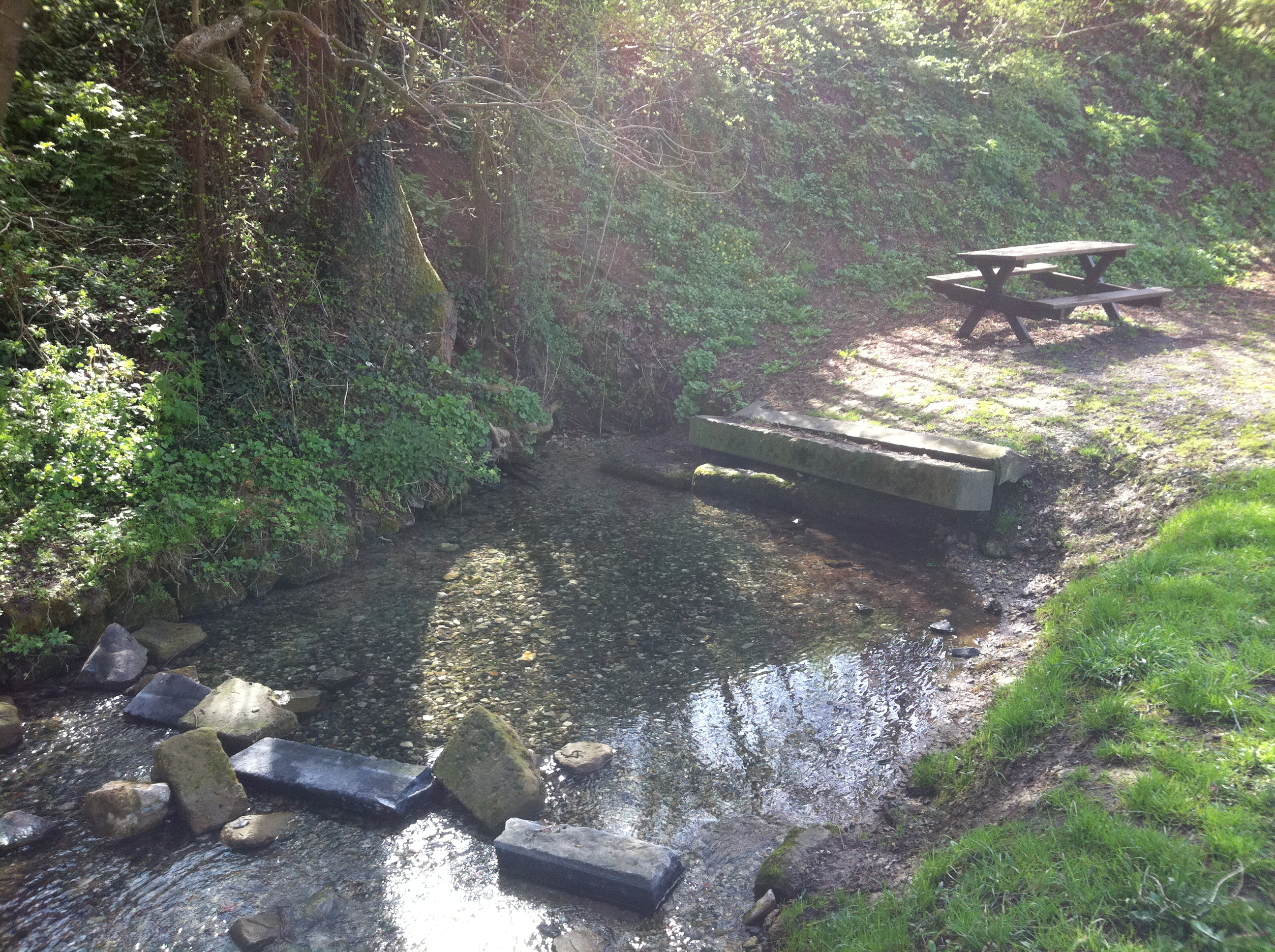
Source de la Selle.

La Selle, affluent de l'Escaut, prend sa source à Molain.
La commune a sur son territoire un hameau important, la Haie Menneresse.
La rivière la Selle pourrait être la Sabis, près de laquelle s'est déroulée la bataille victorieuse de Jules César contre les Nerviens en 57 avant J.-C.

### Hydrographie

#### Réseau hydrographique
La commune est située dans le bassin Artois-Picardie. Elle est drainée par la Selle ou Escaut, le fossé de Vaux-Andigny et Molain,.
La Selle, d'une longueur de 46 km, prend sa source dans la commune  et se jette  dans le canal de l'Escaut à Denain, après avoir traversé 17 communes.

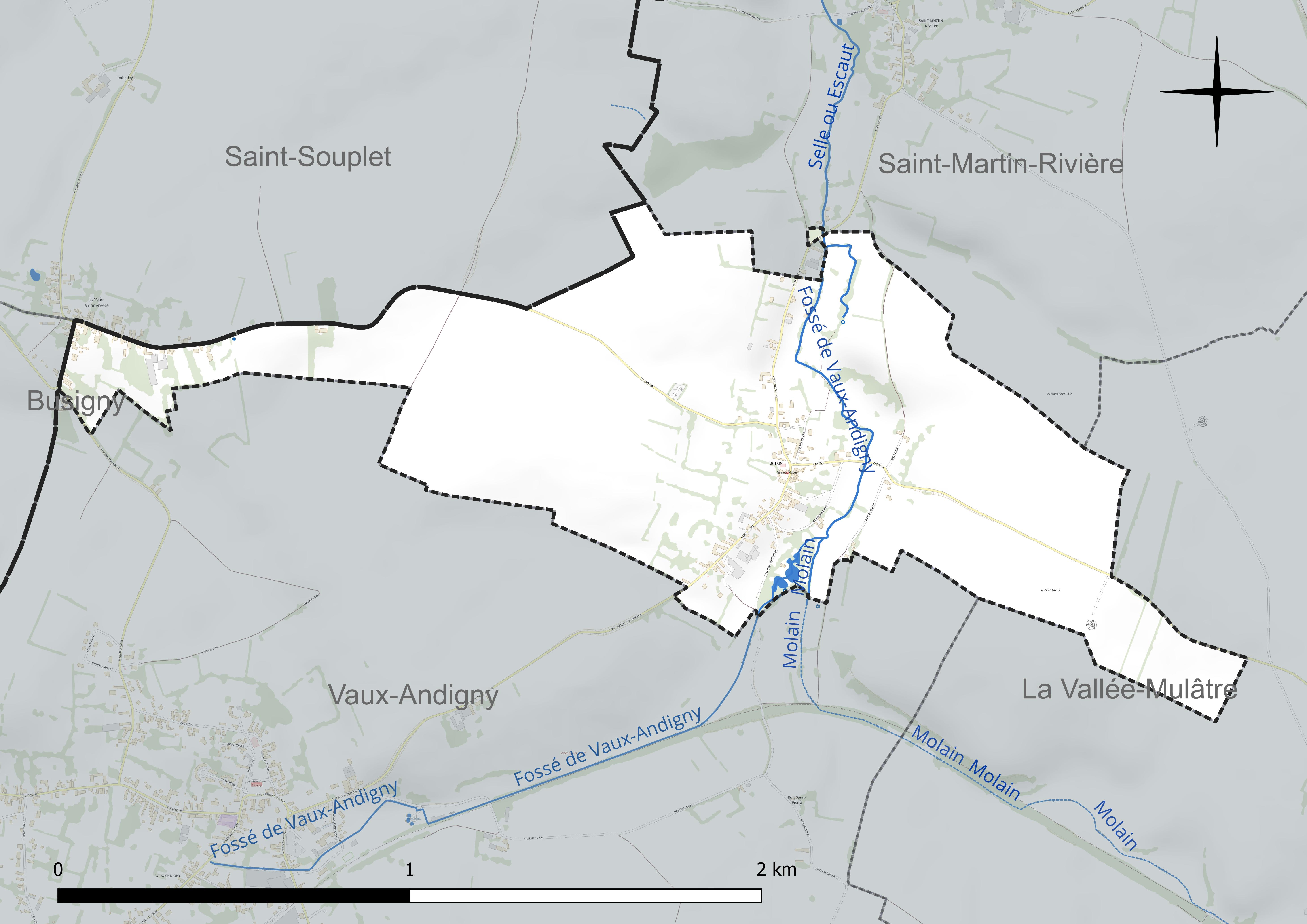
Réseau hydrographique de Molain.

#### Gestion et qualité des eaux
Le territoire communal est couvert par le schéma d'aménagement et de gestion des eaux (SAGE) « Escaut ». Ce document de planification concerne un territoire de 2 005 km2 de superficie, délimité par le bassin versant de l'Escaut. Le périmètre a été arrêté le 9 juin 2006 et le SAGE proprement dit a été approuvé le 13 juillet 2021. La structure porteuse de l'élaboration et de la mise en œuvre est le syndicat mixte Escaut et Affluents (SyMEA).
La qualité des cours d'eau peut être consultée sur un site dédié géré par les agences de l'eau et l'Agence française pour la biodiversité.

### Climat
Pour des articles plus généraux, voir Climat des Hauts-de-France et Climat de l'Aisne.
En 2010, le climat de la commune est de type climat océanique dégradé des plaines du Centre et du Nord, selon une étude du CNRS s'appuyant sur une série de données couvrant la période 1971-2000. En 2020, Météo-France publie une typologie des climats de la France métropolitaine dans laquelle la commune est exposée à un climat océanique altéré et est dans la région climatique Nord-est du bassin Parisien, caractérisée par un ensoleillement médiocre, une pluviométrie moyenne régulièrement répartie au cours de l'année et un hiver froid (3 °C).
Pour la période 1971-2000, la température annuelle moyenne est de 10,1 °C, avec une amplitude thermique annuelle de 14,6 °C. Le cumul annuel moyen de précipitations est de 797 mm, avec 12,8 jours de précipitations en janvier et 9,2 jours en juillet. Pour la période 1991-2020, la température moyenne annuelle observée sur la station météorologique la plus proche, située sur la commune de Saint-Hilaire-sur-Helpe à 29 km à vol d'oiseau, est de 10,5 °C et le cumul annuel moyen de précipitations est de 802,4 mm,. Pour l'avenir, les paramètres climatiques de la commune estimés pour 2050 selon différents scénarios d'émission de gaz à effet de serre sont consultables sur un site dédié publié par Météo-France en novembre 2022.

## Urbanisme

### Typologie
Au 1er janvier 2024, Molain est catégorisée commune rurale à habitat dispersé, selon la nouvelle grille communale de densité à 7 niveaux définie par l'Insee en 2022.
Elle est située hors unité urbaine et hors attraction des villes,.

### Occupation des sols
L'occupation des sols de la commune, telle qu'elle ressort de la base de données européenne d'occupation biophysique des sols Corine Land Cover (CLC), est marquée par l'importance des territoires agricoles (100 % en 2018), une proportion identique à celle de 1990 (100 %). La répartition détaillée en 2018 est la suivante : 
terres arables (63,5 %), zones agricoles hétérogènes (19 %), prairies (17,5 %).
L'évolution de l'occupation des sols de la commune et de ses infrastructures peut être observée sur les différentes représentations cartographiques du territoire : la carte de Cassini (XVIIIe siècle), la carte d'état-major (1820-1866) et les cartes ou photos aériennes de l'IGN pour la période actuelle (1950 à aujourd'hui).

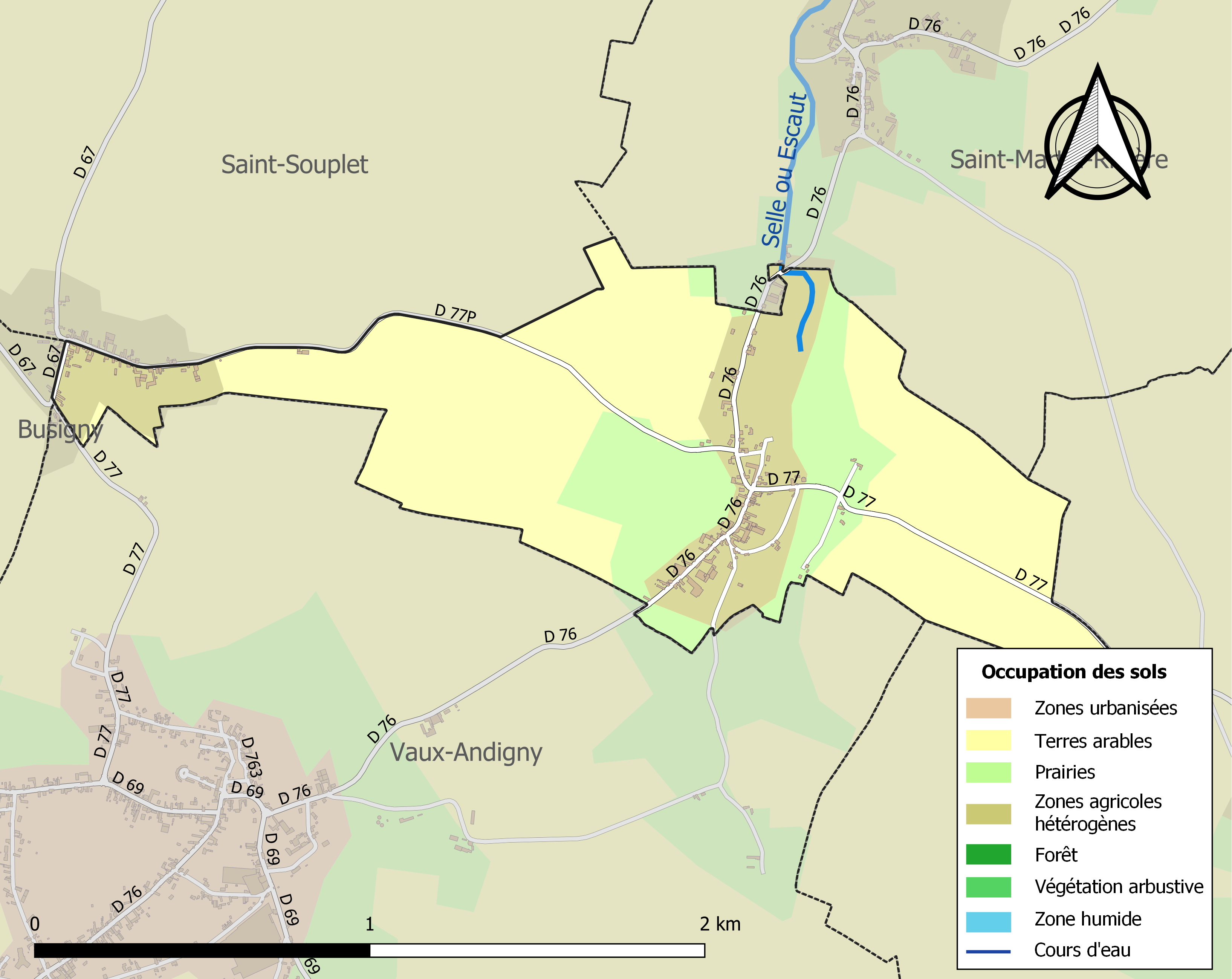
Carte de l'occupation des sols de la commune en 2018 (CLC).

## Toponymie
Le village est cité pour la première fois sous l'appellation de Moylains en 1220 dans un cartulaire de l'abbaye de Foigny. Le nom variera encore ensuite de nombreuses fois en fonction des différents transcripteurs: Moslain, Molaing, Mollin-en-Cambrésis, Moulin-en-Cambrésis (grenier à sel de Guise) puis Moulins au XVIIIe siècle sur la carte de Cassini et enfin l'orthographe actuelle Molain au XIXe siècle.
Du gaulois mediolanon. attesté sous sa forme latinisée Mediolanum (avec passage régulier du -on en -um).

Molain et Molain (Jura) doivent leur nom au latin Médiolanum (la « plaine du milieu »).

## Histoire

### Carte de Cassini

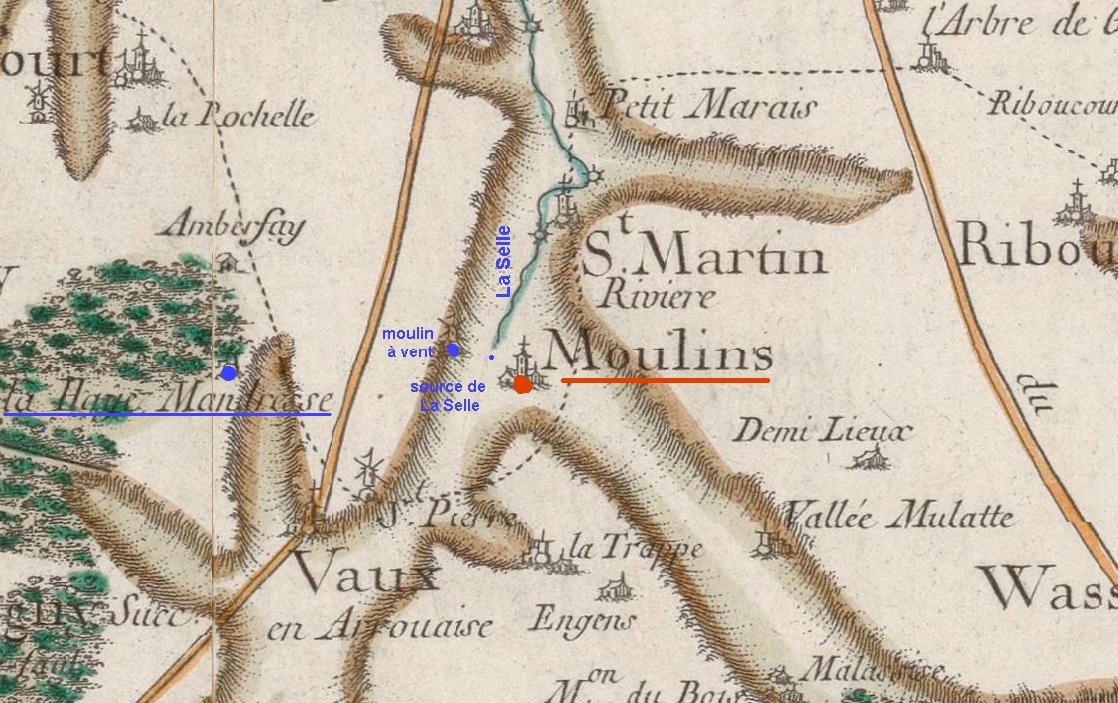
Carte de Cassini du secteur
(vers 1750).

La carte de Cassini montre qu'au XVIIIe siècle, Molain est une paroisse située sur  à la source de la rivière La Selle.
A l'ouest, est figuré le hameau de la Haye Mandresse, qui s'appelle aujourd'hui la Haie Menneresse et qui a particularité d'être partagé entre quatre communes : Busigny, Molain, Saint-Souplet et  Vaux-Andigny.
A l'ouest, un moulin à vent en bois, aujourd'hui disparu, qui a probablement donné son nom au village, est représenté ; son histoire est évoquée dans le nom de la rue du Moulin en direction du hameau de La Haie Menneresse.
La ligne Busigny - Hirson est mise en service le 10 mai 1885.
En 1896, une scramasaxe en fer de 28 cm est découverte dans la propriété de monsieur Durville, datant de l'époque mérovingienne (VIe – VIIe siècles) (fig. 9 Collection Louis Théry à Lille).
Des traces prouvent l'habitation aux temps mérovingiens par la découverte, en 1897, d'une nécropole à Chambrinon. Molain faisait partie du Cambrésis, de la subdélégation de Le Quesnoy, du diocèse de Cambrai, des châtellenies et doyenné rural du Cateau-Cambrésis.

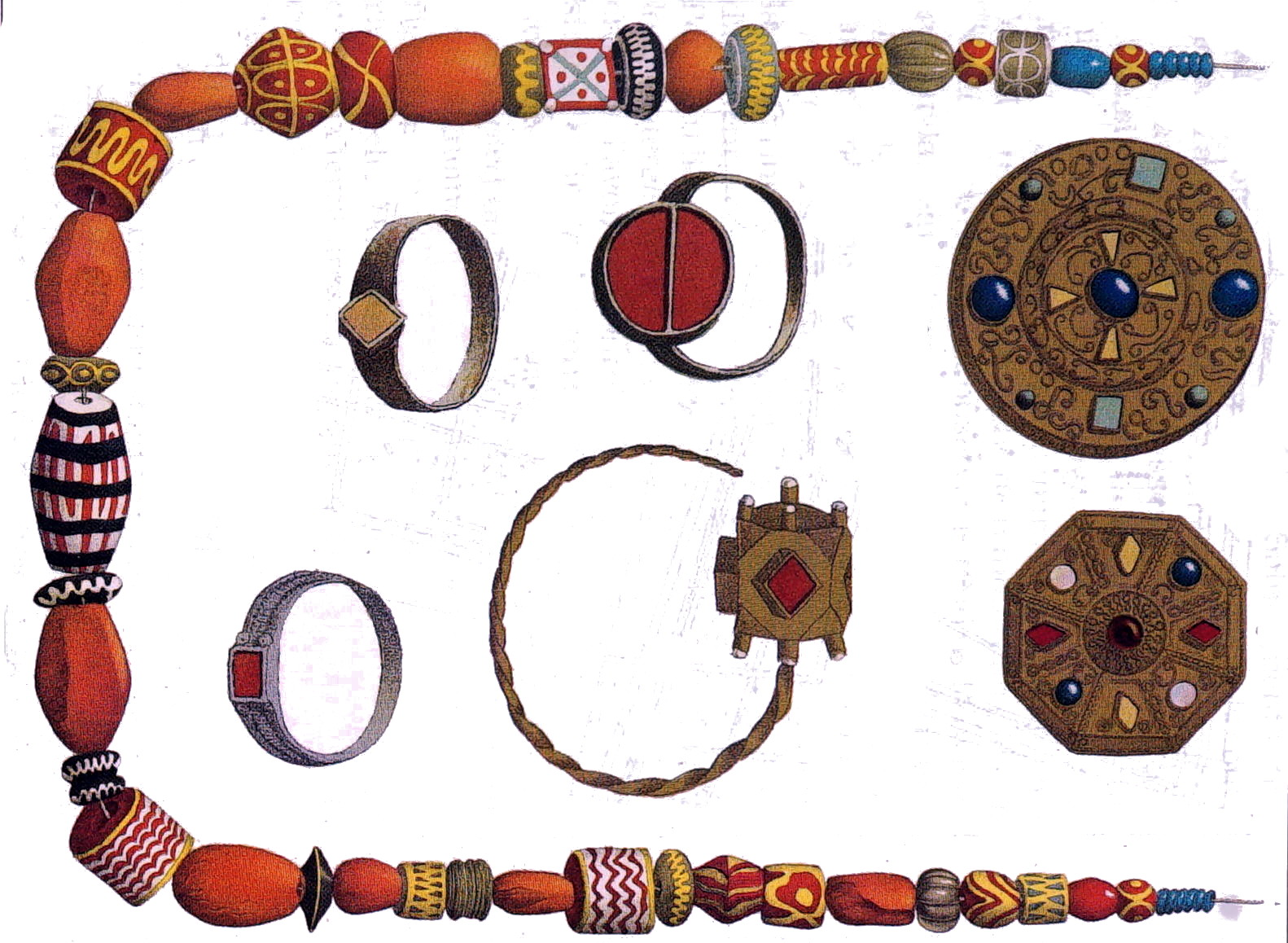
Bijoux de Chambrinon.

Le 9 juin 1897 est découvert un vieux cimetière d'époque mérovingienne, placé derrière une chapelle. Une vingtaine de sépultures sont mises au jour. Des vases en terre noire, des boucles de ceinture en fer damasquiné, des colliers bagues et fibules sont également découverts,.
Le 17 octobre 1918, la 30th division US s'empare de Molain et traverse la Selle (bataille de la Selle).

### Seigneurs de Molain
Avant la Révolution française, Molain est le siège d'une seigneurie.
Les derniers titulaires appartiennent à une famille originaire de Wallonie dont une branche s'établit à Douai et à Lille. Ils sont seigneurs de Molain mais n'y résident pas.
- Albert Marie Philippe Théodore Hanecart (1731-1789), écuyer, seigneur de Molain, d'Irval (Marne), d'Ornury, nait à Douai en février 1731 (baptisé le 20 février 1731). Il est le fils de Philippe François Hanecart (1697-1751), seigneur puis baron de Briffœil et de Wasmes, conseiller du roi puis président à mortier au Parlement de Flandres, et de Marie Claire Pédecœur, bourgeoise de Douai par achat. D'abord enseigne au régiment de Picardie le 11 mai 1752, il passe lieutenant le 13 avril 1753, achète la bourgeoisie de Lille le 23 mars 1756. Une ordonnance du 30 juillet 1756 l'inscrit au rôle des nobles de la Flandre française. Il meurt à Lille le 9 février 1789, est enterré à Lambersart. Il épouse à Lille le 1er avril 1755 Marie Rufine Joseph Lespagnol (1733-1786), dame du  Petit-Quesnoy et du Burcq, fille de Charles, écuyer, conseiller pensionnaire (conseiller juridique) de Lille et d'Henriette Thérèse Libert, née à Lille en février 1733 (baptisée le 23 février 1733), mort le 3 octobre 1786[23].
- Pierre Marie Joseph Hanecart, fils d'Albert Marie Philippe Théodore, écuyer, est seigneur de Molain après son père. il nait à Lille en mars 1769 (baptisé le 3 mars 1769). Il fait ses preuves de noblesse en même temps que son frère en 1782. Dernier seigneur de Molain, il ne laisse pas d'autres traces et sa destinée est inconnue[23].

## Politique et administration

### Découpage territorial
La commune de Molain est membre de la communauté de communes Thiérache Sambre et Oise, un établissement public de coopération intercommunale (EPCI) à fiscalité propre créé le 1er janvier 2017 dont le siège est à Guise. Ce dernier est par ailleurs membre d'autres groupements intercommunaux.
Sur le plan administratif, elle est rattachée à l'arrondissement de Vervins, au département de l'Aisne et à la région Hauts-de-France. Sur le plan électoral, elle dépend du  canton de Guise pour l'élection des conseillers départementaux, depuis le redécoupage cantonal de 2014 entré en vigueur en 2015, et de la troisième circonscription de l'Aisne  pour les élections législatives, depuis le dernier découpage électoral de 2010.

## Démographie
L'évolution du nombre d'habitants est connue à travers les recensements de la population effectués dans la commune depuis 1793. Pour les communes de moins de 10 000 habitants, une enquête de recensement portant sur toute la population est réalisée tous les cinq ans, les populations de référence des années intermédiaires étant quant à elles estimées par interpolation ou extrapolation. Pour la commune, le premier recensement exhaustif entrant dans le cadre du nouveau dispositif a été réalisé en 2005.

En 2022, la commune comptait 160 habitants, en évolution de +4,58 % par rapport à 2016 (Aisne : −1,97 %, France hors Mayotte : +2,11 %).
| 1793 | 1800 | 1806 | 1821 | 1831 | 1836 | 1841 | 1846 | 1851 |
| ---- | ---- | ---- | ---- | ---- | ---- | ---- | ---- | ---- |
| 480  | 514  | 515  | 645  | 696  | 776  | 779  | 865  | 842  |

| 1856 | 1861 | 1866 | 1872 | 1876 | 1881 | 1886 | 1891 | 1896 |
| ---- | ---- | ---- | ---- | ---- | ---- | ---- | ---- | ---- |
| 775  | 827  | 875  | 833  | 726  | 618  | 609  | 559  | 519  |

| 1901 | 1906 | 1911 | 1921 | 1926 | 1931 | 1936 | 1946 | 1954 |
| ---- | ---- | ---- | ---- | ---- | ---- | ---- | ---- | ---- |
| 494  | 472  | 430  | 275  | 275  | 251  | 220  | 210  | 222  |

| 1962 | 1968 | 1975 | 1982 | 1990 | 1999 | 2005 | 2006 | 2010 |
| ---- | ---- | ---- | ---- | ---- | ---- | ---- | ---- | ---- |
| 216  | 188  | 162  | 168  | 156  | 151  | 156  | 152  | 147  |

| 2015 | 2020 | 2022 | - | - | - | - | - | - |
| ---- | ---- | ---- | - | - | - | - | - | - |
| 152  | 158  | 160  | - | - | - | - | - | - |

## Lieux et monuments
- Calvaire : il est érigé en 1860.
- Chapelle Notre-Dame-de-l'Assomption : elle est érigée en 1860 détruite dans les années 50 et reconstruite à son emplacement actuel  par l'abbé de WITTE[32].
- Église de l'Assomption : lors de sa construction, dans les années 1930, l'architecte Charles Joray fait poser un carrelage au motif de svastika.
- Oratoire de Notre-Dame-de-Liesse : en dépit de son inscription effacée, la tradition orale consacre cet oratoire à Notre-Dame-de-Liesse[33].
- cet oratoire fut élevé fin XIXe siècle par monsieur CUEUNIER en exécution d'un promesse faite à Notre-Dame de Liesse si sa fille guérissait d'une méningite (témoignage d'une institutrice contemporaine  mademoiselle  POYART).

## Personnalités liées à la commune
- L'aviateur allemand Manfred von Richthofen (le Baron Rouge) abat le 18 mars 1918 à 11 h 15 à bord d'un Fokker Dr.I, un avion allié Sopwith Camel B 5243 piloté par le second lieutenant canadien William George IVAMY sur la route Molain, Vaux Andigny.